# 国务院京津风沙源治理工程省部际联席会议
国务院京津风沙源治理工程省部际联席会议是中华人民共和国国务院的议事协调机构。

## 历史
2000年春天，北京市连续发生了12次沙尘暴或浮尘天气，频率之高，范围之广，强度之大是1949年以来罕见。国务院分别于2000年4月27日、5月26日、6月5日三次召开会议研究，决定紧急启动京津风沙源治理工程，通过植被保护，植树种草、退耕还林、小流域及草地治理、生态移民等措施，建设一个高质量、高稳定性的生态防护体系，优化首都及周边地区生态环境，提升北京国际地位，实现绿色奥运，保障地区经济社会协调发展。京津风沙源治理工程于2000年6月5日紧急启动试点。2001年全面铺开。2002年3月国务院批复国家林业局拟定的《京津风沙源治理工程规划（2001-2010年）》，正式全面实施。组建了国务院京津风沙源治理工程省部际联席会议制度。工程建设期为10年，即2001—2010年。
2012年9月，国务院常务会议讨论通过了《京津风沙源治理二期工程规划（2013－2022年）》。　　　　　　　　　　　　　　　　　　　　　　　  　 